# Milan Ćalasan
Milan Ćalasan, né le 29 octobre 1954 à Maribor, est un footballeur slovène.

## Biographie
Lors de la saison 1984-1985, Milan Ćalasan rejoint l'Association sportive de Béziers et y joue avec José Pasqualetti et Frédéric Antonetti. Mais les biterrois terminent à un point du premier relégable se sauvant in-extrémis d'une descente en D3.
La saison suivante, Ćalasan évolue sous les couleurs de l'US Orléans et termine meilleur buteur du club durant ses deux saisons dans le Loiret avec 17 et 14 buts.
En 1987-1988, Milan Ćalasan joue à l'En Avant de Guingamp et inscrit quatorze buts dont un triplé en 32 matchs.
Il rejoint le Football Club de Gueugnon l'année suivante.
Après sa carrière de joueur, Milan Ćalasan devient agent de joueurs comme Alain Caveglia et Christian Karembeu.

## Palmarès
- Championnat de Yougoslavie de football (2)
  - Champion en 1977 avec l'Étoile rouge de Belgrade et en 1982 avec le Dinamo Zagreb

- Coupe de Yougoslavie de football (1)
  - Vainqueur en 1980 avec le Dinamo Zagreb